# Ново (Шольский сельсовет)
Ново — деревня в Белозерском районе Вологодской области.
Входит в состав Шольского сельского поселения, с точки зрения административно-территориального деления — в Шольский сельсовет (до 17 марта 2000 года входила в Сотозерский сельсовет)).
Расстояние до районного центра Белозерска по автодороге — 122 км, до центра муниципального образования села Зубово по прямой — 15 км. Ближайшие населённые пункты — Кузнецово, Тимофеевская, Царево.
По переписи 2002 года население — 4 человека.